# Cantata de los Derechos Humanos
Cantata de los Derechos Humanos Caín y Abel es un álbum del Grupo Ortiga, Roberto Parada y Alejandro Guarello, este último como director de orquesta y coro.
Fue creada con motivo de la inauguración del Simposio Internacional sobre Derechos Humanos efectuado en Santiago de Chile entre el 22 y 25 de noviembre de 1978. El evento fue organizado por la Vicaría de la Solidaridad y contó con el respaldo del Cardenal Raúl Silva Henríquez, quien le encomendó al sacerdote Esteban Gumucio Vives, al músico Alejandro Guarello y al grupo musical ORTIGA la creación de una obra musical para el cierre del evento. El encargo contemplaba la inclusión de un narrador (Roberto Parada) y un conjunto intérprete de la obra (Grupo Ortiga).
La obra fue presentada el día 22 de noviembre en la Catedral Metropolitana de Santiago al inicio del simposio. Contó con la interpretación del Grupo Ortiga, la declamación de los textos fue responsabilidad del actor Roberto Parada, la dirección orquestal y coral estuvo en manos de Fernando Rosas (el coro fue preparado por el director Waldo Aránguiz).
Al año siguiente, el Arzobispado de Santiago realizó una versión grabada en estudio que fue publicada en un disco de vinilo y en casete, cuya portada fue el afiche diseñado para el simposio por el artista Claudio di Girolamo.
La composición de la música de esta Cantata, estuvo a cargo de Alejandro Guarello con la colaboración, en los arreglos y composición en tres de las cinco canciones  que forman parte de la obra, del Grupo Ortiga -incluyendo la introducción a la primera canción de esta Cantata.
Esta obra se encuentra inscrita como "Cantata de Caín y Abel" pero es conocida popularmente como "Cantata de los Derechos Humanos".

## Lista del álbum
| Cantata de los Derechos Humanos |                                                     |          |  |
| N.º                             | Título                                              | Duración |  |
| 1.                              | «Narrador y palabras Cardenal Raúl Silva Henríquez» | 2:16     |  |
| 2.                              | «Texto»                                             | 2:03     |  |
| 3.                              | «Presentación de Caín»                              | 4:31     |  |
| 4.                              | «Interludio»                                        | 0:18     |  |
| 5.                              | «Presentación de Abel»                              | 2:30     |  |
| 6.                              | «Recitativo» (con Melopea)                          | 1:49     |  |
| 7.                              | «Interludio»                                        | 0:53     |  |
| 8.                              | «Conflicto»                                         | 2:32     |  |
| 9.                              | «Desenlace»                                         | 1:47     |  |
| 10.                             | «Salmo 71.Glosa»                                    | 2:26     |  |
| 11.                             | «Canto final»                                       | 2:22     |  |
| 23:27                           |                                                     |          |  |